# もう恋なのか
「もう恋なのか」（もうこいなのか）は、1970年5月1日に発売されたにしきのあきらのデビューシングル。

## 解説
- 歌手デビュー当時のキャッチフレーズは、「ソニー演歌の騎士（ナイト）」だった。
- オリコンチャートでは週間最高24位、15.2万枚の売上げを記録している[1]。
- 1970年12月31日放送のTBS系「第12回日本レコード大賞」では、最優秀新人賞を受賞した。さらに同日放送の「第21回NHK紅白歌合戦」へも、本楽曲で自身初出場を果たしている。

## 収録曲
- 全作詞・作曲：浜口庫之助／編曲：森岡賢一郎

1. もう恋なのか [03:17]
2. 今夜は恋空 [02:47]